# 江若鉄道C29M形気動車
江若鉄道C29M形気動車（こうじゃくてつどうC29Mがたきどうしゃ）は、かつて江若鉄道で使用されていた気動車である。同社による最後の自社発注車でもあった。

## 概要
江若鉄道は、第二次世界大戦前にはC4・C9形といった、国鉄を含めた日本の鉄道事業者をリードする最先端の技術を導入した18m級大型ガソリン動車を新造するなど、気動車の新製投入に積極的であった。戦後も、他社に先駆けてディーゼルエンジンをそれらのガソリン動車に搭載し、早々に気動車運転を復活させるなどの積極性を示していたが、1950年代以降は国鉄からのキハ41000（キハ04）形やキハ42000（キハ07）形といった国鉄制式の機械式気動車の払い下げで必要車両数を満たすように方針を転換し、1937年5月竣工のキニ13（日本車輌製造本店製）を最後に、久しく気動車を新造していなかった。
しかし、1960年代に入るとこれら国鉄の旧式気動車の払い下げも一巡し、特に当時の江若が求めていた収容力の大きな19m級のキハ07形は入手するのが難しい状況であった。
このような状況下で、江若鉄道はキニ13以来約四半世紀振りとなる新造気動車の投入を決断し、1963年7月に向日町の大鉄車両にて以下の1両が製作された。
- C29M形キハ30

なお、形式のCはクロスシート、数字は自重（トン）、Mは両妻面への貫通路設置を示す。つまり、本形式の形式は、「座席にクロスシートを備え自重29tで両妻面に貫通路を設置する車両」を意味する。
このため、1964年に国鉄から払い下げを受け、既存のキニ6と共に両貫通路付のクロスシート車として整備・改造されたC18形キハ24→キハ5124も本形式と同程度の自重であったことから全く同一の形式、つまりC29M形を名乗っているが、当然ながらこれらは全くの別形式である。

## 車体

### 構造
全鋼製2扉18m級両運転台車体を備える。車体の構成は、全体として1960年に同じ大鉄車両で車体更新工事を実施したC25S形キハ12（旧C9形キニ12）に準じており、側面窓配置はd1D(1)5(1)D1d（d：乗務員扉、D：客用扉、(1)：戸袋窓、数字：窓数）で、同車と共通する。側窓は、上段をHゴム支持による構体直結構造（いわゆるバス窓）とした広幅の下段上昇式2段窓、戸袋窓が狭幅の1段Hゴム支持式固定窓となっている。
妻面はキハ12とは異なり、将来の長大編成化を睨んで中央に貫通扉を設けた3枚窓平妻構成とされ、向かって右側の運転台窓は1段固定式のアルミサッシ、中央はHゴム支持の1段固定窓、左側の車掌台窓は1段下降式のアルミサッシとされている。ただ、当初は貫通路に幌は設けられていなかった。
客用扉はステップ付きで、戸袋窓部を含めて車体腰板の裾部を引き下げた構造となっている。
屋根は妻面付近のみ雨樋無しの張り上げ屋根構造で、側面には雨樋を設置し、乗務員扉とその直後の側窓の間に縦樋を露出して取り付けた、保守が容易で実用的な設計が採用されている。
前照灯は設計当時最新のシールドビームを2灯、貫通路直上に突き出した箱形のケーシング前面に左右に並べて配置し、標識灯は妻面車掌台窓下に1灯のみ設置されている。
なお，妻面の運転台窓上部には細い行先表示幕が設置されており、また一端の車掌台隅柱にエンジン排気管を内装、屋根肩部から排気管が突き出すという独特の配置となっている。
塗装は当初、妻面貫通扉を除く窓回りをえんじ色、それ以外をクリーム一色として竣工している。

### 内装
扉間の開閉可能な側窓5枚分を固定式クロスシート、前後の客用扉周辺をロングシートとした、セミクロスシート構造を採用する。
定員は120名、座席定員は60名で、このうち40名分が固定クロスシートとなる。
照明は環球による蛍光灯照明を採用し、暖房はエンジン排気熱を熱交換により利用する、排気暖房である。

## 主要機器
従来，江若鉄道では機械式変速機を搭載した気動車が常用され、夏期の湖水浴シーズンには在籍車両と乗務員を総動員して機械式気動車の重連、あるいは3重連での列車運行が常態化していた。だが、このシステムでは各動力車に乗務員が乗務する必要があり、しかも先頭車両からのブザーの指令に従って後続車両の乗務員がクラッチやシフトレバー、アクセルなどの操作を行うため、特に動力車が3両含まれる編成の場合には列車始動時に各車のタイミングを合わせるのが難しく、始動に失敗して超満員の乗客に衝撃を与え、罵声を浴びせられることもしばしばであった。
これに対し、本形式では今後の気動車の総括制御化とそれによる長大編成化を睨んで、C18形キハ18・C19形キハ19と同様に当時の国鉄で標準採用されていた液体式変速機が導入された。その一方で、エンジンは同社所有の旧国鉄キハ07形の過半に搭載されていたDMH17系ではなく、江若鉄道が戦後早い時期から採用していたDA54・55系の発達型であるDA59系が搭載され、さらに台車は中古品が流用されている。

### エンジン
日野自動車工業DA59-A2を1基搭載する。
これは、江若鉄道で戦後採用されたDA54・55系直列6気筒副燃焼室式ディーゼルエンジンの発達型で、DA59にターボ過給機を装着し、高回転域では6気筒ながらDMH17に匹敵する出力性能を発揮したものである。先行する1960年5月から1961年にかけて、C14形キハ14・15・16・17の主機関をDA55・58から同系のDA59-Aに換装。更に本形式の製作前年の1962年に払い下げを受けたC18形キハ22にこのDA59-A2が搭載され、江若鉄道での運用実績を積んでいた。江若鉄道の国鉄キハ07形譲受車では他にキハ23・24にもこの機関が搭載された。江若鉄道以外では気動車への搭載例は現れなかったが、おもに建設機械等の原動機として採用され、加藤製作所や日本車輛製造製の20-25t級入換用ディーゼル機関車にも継続して採用された例がある。

### 変速機
新潟コンバーター製DB115液体式変速機を搭載する。
但し、竣工時点では他車もほとんどが機械式変速機装備で総括制御ができなかったためもあり、本車も電磁弁による総括制御指令機構は搭載されておらず、連結運転時には各動力車に乗務員が乗務し、個別に加速操作を行う必要があった。

### 台車
中古品のTR29菱枠軸ばね台車が装着されている。
これは元来国鉄キハ07形で標準採用されていた機種であり、やはり国鉄から払い下げを受けたものである。

### ブレーキ
在来車と同様、自動空気ブレーキあるいは直通ブレーキとして動作可能で、簡易な構造のGPSブレーキを搭載する。

### 連結器
遊間が少なく衝撃も少ない、そして小型軽量の日本製鋼所製軽量密着自動連結器を装着する。

## 運用
竣工後、専用塗装もあって江若鉄道の看板車両として華々しく運用が開始された。
その後、1964年秋の一斉塗装変更の際に専用色を止め、当時の国鉄交直流急行型電車と同様のローズピンクとクリームのツートンカラーに塗装が改められ、さらに同年より三カ年計画で在籍全気動車の貫通・総括制御化が立案されたことから、本形式は1966年1月に自社三井寺下車庫で総括制御対応に改造、同年4月には、C29M形キハ5120へ改番が実施された。前面貫通路には幌（客車用と同タイプの幌吊り付きの半幌）が取り付けられた。
以後はC29M形キハ5124とC25M形キハ5123の2両と編成を組み、「気動車列車」の1編成としてラッシュ時の輸送力列車として運用された。また、3両全車が貫通路付きの両運転台車であることから、必要に応じて増解結を行い、昼間時などにも弾力的に運用された。
1969年に国鉄湖西線建設用地提供のために江若鉄道が廃止となると、本形式は他の「気動車列車」を構成していた各形式と共に関東鉄道へ譲渡された。
1970年の竣工当初、本形式は車番はそのままに常総線へ配置されたが、クロスシート車のため1971年3月20日付で筑波線へ転属、1972年1月にはキハ510形キハ511と改番されている。
この時期、妻面の行先表示幕は残置されていたものの本来の目的では使用されておらず、ガラス面に車両番号を記してナンバープレート代わりに使用されていた。
その後、エンジンが1976年4月にDMH17BXへ換装され、この際に液体式変速機も振興造機TC2へ換装されている。
1979年4月に実施された関東鉄道から筑波鉄道の分社の際には、本形式は書類上、竜ヶ崎線所属車とされて関東鉄道籍のまま残され、実際にも竜ヶ崎線用に改造すべく筑波線真鍋機関区に長期間に渡って留置されていた。
しかし、ワンマン運転、かつホーム配置が特殊な竜ヶ崎線向けには、1981年にキハ532形キハ532が国鉄払い下げ機器流用ながら新造されることとなった。関東鉄道ではこれに先立ち同年5月13日付で本形式を除籍、同年7月20日付で筑波鉄道へ譲渡、同年8月に真鍋機関区で日本電装の出張工事により外板の張り替え修理が実施され、方向幕窓の埋め込みや正面窓のHゴム支持化などを施工、さらに同年9月にはエンジンをより新しいDMH17Cへ再換装の上で筑波線での運用を再開した。
本形式は筑波鉄道線が廃止となった1987年（昭和62年）まで在籍して同線で運用された後、路線廃止と同時に除籍され、そのまま解体処分されている。
そのため、現存しない。